# 江雨声
江雨声（1924年—2000年）曾用名蒋玉生，笔名雪江，山东费城人，中华人民共和国电影导演。

## 生平
1940年，江雨声进入山东抗日协会军政干校学习。1942年后，历任山东文协文工团团员、山东军区文工团团员、华东军区文工团团员、《歌与剧》杂志主编，创作了多幕歌剧《蜕变》等等。
中华人民共和国成立后，历任上海电影制片厂制片主任、导演、海燕电影制片厂副厂长，曾担任1964年电影《阿诗玛》的执行导演（刘琼任导演），还曾独立导演电影《黄沙绿浪》。1973年至1977年，江雨声曾任中共上海电影制片厂党委书记兼革命委员会主任。
2000年，江雨声逝世。

## 作品
- 《黄沙绿浪》（1965年）
- 《多彩的晨光》（1984年）